# 胡彥昇
胡彥昇（？—？），字國賢，又字竹軒，浙江湖州府德清縣人，清朝政治人物、音樂家、經學家。胡渭之孫。

## 生平
雍正四年（1726年）丙午科浙江鄉試第一名舉人（解元），雍正八年（1730年）中式庚戌科二甲第九十三名進士。授刑部額外主事上行走。
雍正十二年（1734年）改任山東定陶縣知縣，乾隆元年（1736年）以開釋冤獄被彈劾，山東按察使黃叔琳勸胡彥昇檢舉，胡彥昇回答：「官不足惜，獄實冤，願終雪之。」黃叔琳暗察密訪，發現確實如胡彥昇所言。胡彥昇說：「獄已雪，又何求？」不等到開復就棄官歸鄉，杜門寫作。
對音樂音律特別有心得，主張「琴律與笛律不殊，琴有緩急，不如笛便。馬融以京房所加孔為商聲，荀勗以第一孔為黃鐘，宮後出孔為太簇商。蓋自漢至晉，舊法如此。宋人以體中翕聲為黃鐘，是以姑洗為黃鐘也，以俗樂之合字屬黃鐘，是以下徵為正宮也」。

## 著作
- 《樂律表微》八卷
- 《凡度律》二卷
- 《審音》二卷
- 《制調》二卷
- 《考器》二卷
- 《春秋說》
- 《四書近是》
- 《叢書錄要》
- 纂修《東平州志》